# Jim Bannon
Pour les articles homonymes, voir Bannon.
James Shorttel Jim Bannon, né le 9 avril 1911 à Kansas City (Missouri) et mort le 28 juillet 1984 à Ventura (Californie), est un acteur américain.

## Biographie
Vers la fin des années 1930, Jim Bannon est commentateur sportif à la radio, avant d'y devenir acteur. Au cinéma, il est occasionnellement cascadeur au début des années 1940. Après deux courts métrages d'animation de Friz Freleng (Confederate Honey en 1940 et Sport Chumpions en 1941) auxquels il prête sa voix, il contribue comme second rôle à cinquante-quatre films américains (entre autres des westerns), les quatre premiers sortis en 1944 (dont The Missing Juror d'Oscar Boetticher Jr., avec Janis Carter). Ultérieurement, mentionnons Cette nuit et toujours de Victor Saville (1945, avec Rita Hayworth), Les Indomptés de George Sherman (1946, avec Evelyn Keyes), Ceux de Cordura de Robert Rossen (1959, où il retrouve Rita Hayworth) et Le Téléphone rouge de Delbert Mann (son antépénultième film, 1963, avec Rock Hudson). Son dernier film est Prête-moi ton mari de David Swift (1964, avec Jack Lemmon et Romy Schneider). 
Pour la télévision américaine, il apparaît dans quarante-et-une séries (notamment de western), depuis The Lone Ranger (cinq épisodes, 1950-1957) jusqu'à Les Aventuriers du Far West (un épisode, 1965). Entretemps, citons Zorro (un épisode, 1958) et La Grande Caravane (deux épisodes, 1958-1963).
De 1938 à 1950 (divorce), il est marié à l'actrice Bea Benaderet. De leur union sont nés deux enfants, dont l'acteur Jack Bannon (en) (1940-2017).
Jim Bannon meurt en 1984, à 73 ans.

## Filmographie partielle

### Cinéma

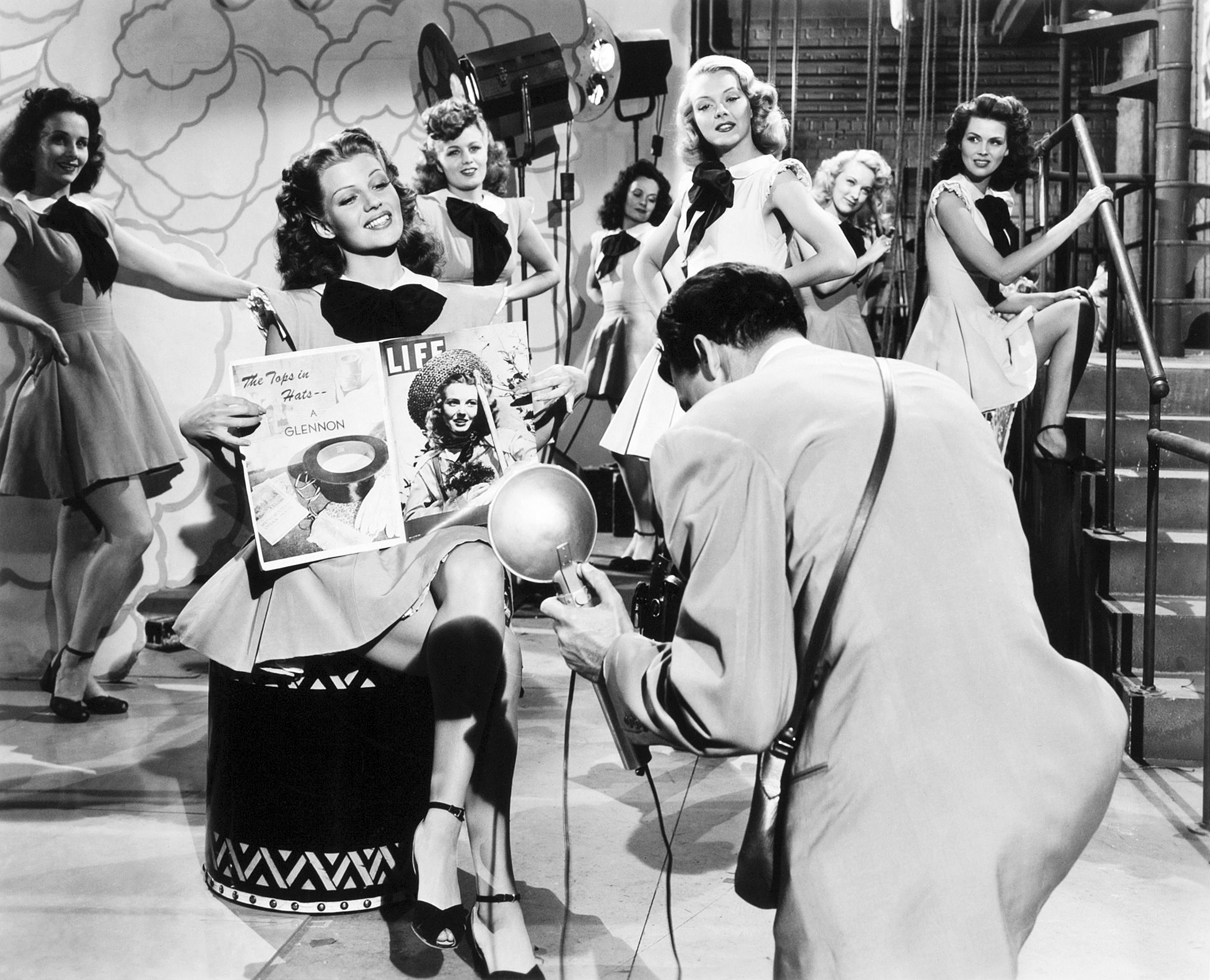
De dos, photographiant Rita Hayworth, dans Cette nuit et toujours (1945)

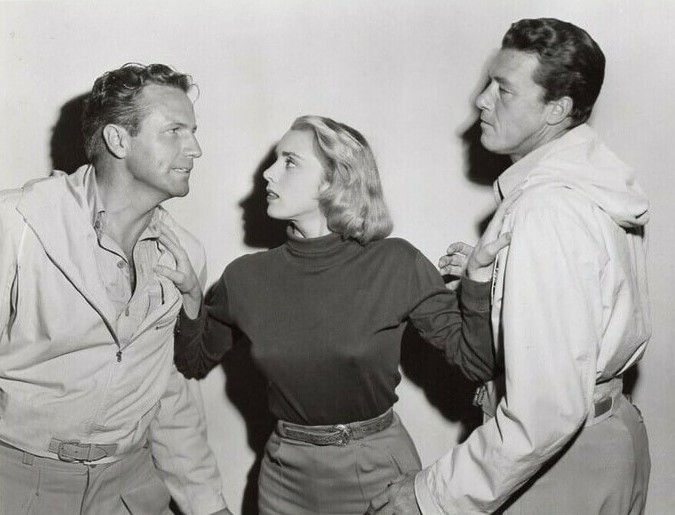
Avec Bruce Kellogg (à g.) et Marilyn Nash, dans Unknown World (1951)

- 1940 : Confederate Honey de Friz Freleng (court métrage d'animation) : voix diverses
- 1941 : Sport Chumpions de Friz Freleng (court métrage d'animation) : voix diverses
- 1944 : Le Juré disparu (The Missing Juror) de Oscar Boetticher Jr. : Joe Keats
- 1945 : Cette nuit et toujours de Victor Saville : le photographe de Life
- 1945 : I Love a Mystery (en) d'Henry Levin : Jack Packard
- 1946 : Les Indomptés (Renegades) de George Sherman : Cash Dembrow
- 1947 : L'Heure du crime (Johnny O'Clock) de Robert Rossen : Chuck Blayden
- 1947 : The Thirteenth Hour de William Clemens : Jerry Mason
- 1947 : Traquée (Framed) de Richard Wallace : Jack Woodworth
- 1947 : La Brigade du suicide (T. Men) d'Anthony Mann : l'agent Lindsay
- 1948 : La Peine du talion (The Man from Colorado) d'Henry Levin : Nagel
- 1950 : Kill the Umpire de Lloyd Bacon : Dusty
- 1951 : Unknown World de Terry O. Morse : Andy Ostergaard
- 1953 : Le Fantôme de l'espace (Phantom from Space) de W. Lee Wilder : le sergent de police
- 1953 : À l'assaut du Fort Clark (War Arrow) de George Sherman : le capitaine Roger Corwin
- 1954 : La poursuite dura sept jours (The Command) de David Butler : un soldat d'infanterie
- 1958 : Une femme marquée (Too Much, Too Soon) d'Art Napoleon : l'acteur interprétant Thomas Jefferson dans la pièce
- 1959 : Quelle vie de chien ! (The Shaggy Dog) de Charles Barton : Betz, le sténographe du FBI
- 1959 : Ceux de Cordura (They Came to Cordura) de Robert Rossen : le capitaine Paltz
- 1962 : Des ennuis à la pelle (40 Pounds of Trouble) de Norman Jewison : un joueur au casino
- 1963 : Le Téléphone rouge (A Gathering of Eagles) de Delbert Mann : le colonel Morse
- 1964 : Le Sport favori de l'homme (Man's Favorite Sport?) d'Howard Hawks : un garde forestier
- 1964 : Prête-moi ton mari (Good Neighbor Sam) de David Swift : un policier

### Télévision
(séries)
- 1950-1957 : The Lone Ranger
  - Saison 1, épisode 37 Devil's Pass (1950) : Red Randall
  - Saison 2, épisode 20 Mr. Trouble (1951) : Red Randall
  - Saison 5, épisode 19 The Courage of Tonto (1957 : Gregg) d'Earl Bellamy, épisode 30 The Prince of Buffalo Gap (1957 : Matt Cagle) d'Earl Bellamy et épisode 36 The Banker's Son (1957 : le marshal Hendricks) d'Earl Bellamy
- 1957 : Rintintin (The Adventures of Rin Tin Tin), saison 3, épisode 36 Along Cames Tubbs de Lew Landers : Stash McCoy
- 1957 : Maverick, saison 1, épisode 6 Stage West de Leslie H. Martinson : Matson
- 1957-1963 : Lassie
  - Saison 3, épisode 32 Haunted House (1957) de Philip Ford : un soldat
  - Saison 9, épisode 26 Lassie and the Rustler (1963) de William Beaudine : M. Haines
- 1958 : Zorro, saison 1, épisode 19 La mort rôde (Death Stacks the Deck) de John Meredyth Lucas : Carlos Urista
- 1958 : Bat Masterson, saison 1, épisode 12 Trail Pirate de Bernard Girard : le shérif
- 1958-1963 : La Grande Caravane (Wagon Train)
  - Saison 2, épisode 11 The Beauty Jamison Story (1958) : un rancher
  - Saison 6, épisode 23 The Sarah Proctor Story (1963) de Virgil W. Vogel : Ben Graham
- 1959 : Remous (Sea Hunt), saison 2, épisode 13 Dock Fire (le chef des pompiers Jim McVey), épisode 31 Underwater Park (le capitaine de police McMurdy) et épisode 35 Ransom (le chef de police Al Clark)
- 1961-1962 : Thriller
  - Saison 1, épisode 31 A Good Imagination (1961) de John Brahm : le shérif
  - Saison 2, épisode 21 Cousin Tundifer (1962) de John Brahm : le lieutenant de police
- 1965 : Les Aventuriers du Far West (Death Valley Days), saison 14, épisode 1 Temporary Warden d'Harmon Jones : le shérif Reedy